# 尖叫女王 (電影術語)

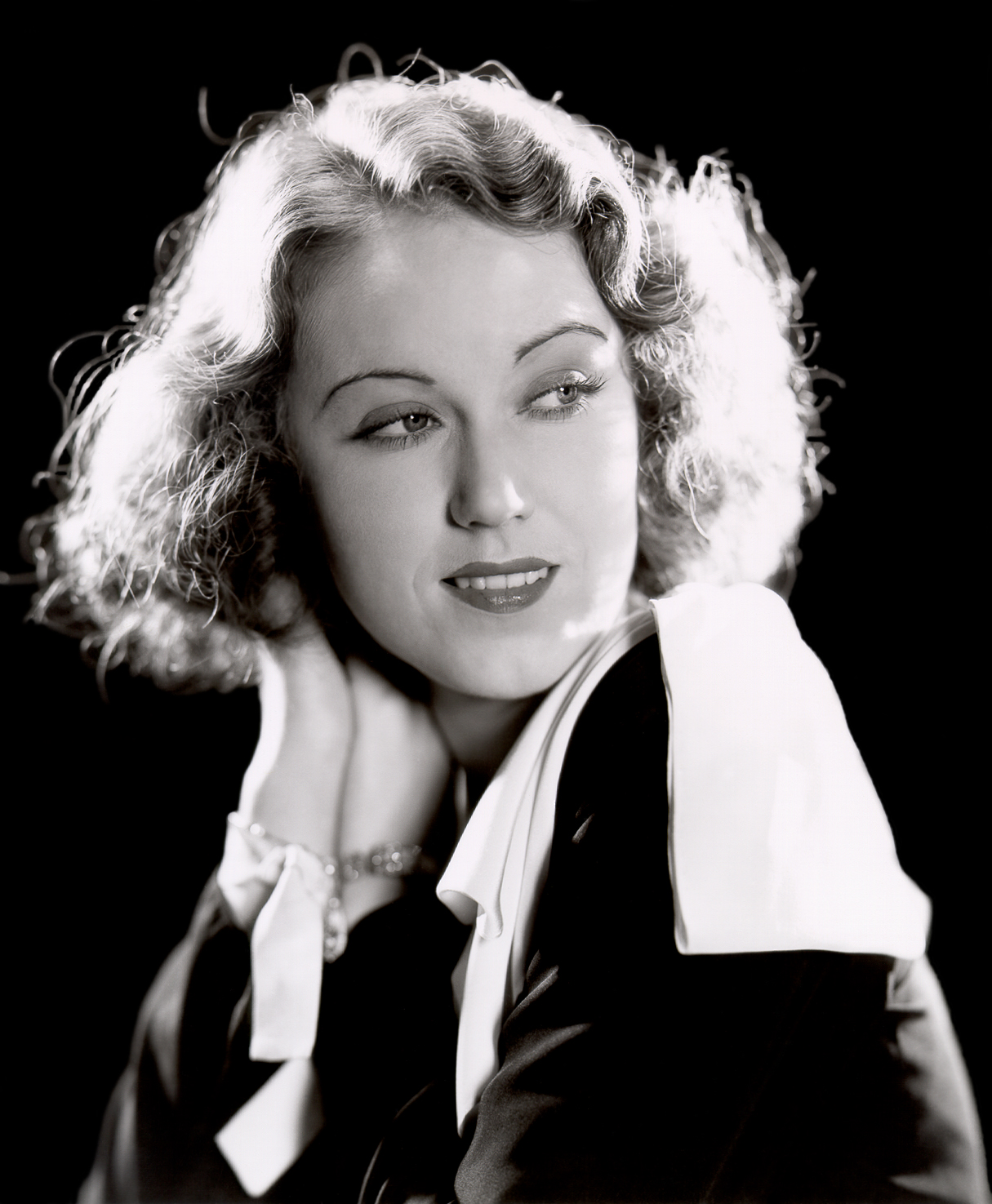
女演員費·芮常被認定為尖叫女王先驅

尖叫女王（英語：Scream queen）是一種在恐怖電影中常見的要素，意指女演員在片中遭受威脅而恐慌、尖叫。演員潔美·李·寇蒂斯曾指出，她在《月光光心慌慌》中的演出形象算是尖叫女王的開創之一，這使得其他恐怖電影流行加入的要素。
常被形容是尖叫女王的演員如費·芮、珊德拉·皮博迪、蜜雪兒·鮑爾、黛比·羅歇、芭芭拉·克蘭普頓與莫妮卡·杜普里。具備該要素的電影如《金剛》（1933年）、《殺人不分左右》（1972年）、《舞會大驚魂》（1980年）、《恐怖蠟像館》（2005年）和《比基尼大屠殺》（2006年）。
近年來，具有同樣性質的男演員也能稱作尖叫之王（scream king）。

## 定義
「尖叫女王」具體地而言，常用來指「年輕貌美的遇難女性」。導演勞埃德·考夫曼指出，身為尖叫女王，「不僅僅要哭也會有番茄醬扔在妳身上。妳不僅必須具有吸引力，還要有腦，必須受到驚嚇、必須要傷心、浪漫十足」。